# Étienne Leroy
Pour les articles homonymes, voir Étienne Leroy (homonymie) et Leroy.
Étienne Leroy, né à Paris le 21 novembre 1828 et mort dans la même ville le 20 novembre 1876, est un peintre français.

## Biographie
Étienne Leroy est le fils d'Étienne Marie Leroy (père) et d'Anne-Adèle Petitjean mariés à Paris le 3 mars 1827 .
Peintre de genre, de portraits, de nus et de paysages, Leroy est l'élève de François-Edouard Picot. Il avait son atelier au no 20 rue Pétrelle, puis au no 31 rue Turgot à Paris (9e). Il expose au Salon de 1850 à 1873.
Étienne Leroy est mort célibataire à son domicile parisien du no 31 rue Turgot, le 20 novembre 1876.

## Salons
- 1850 : Rêverie[5] ; Une Grisette ;
- 1857 : Une Paysanne[6] ;
- 1859 : Les Adieux[7],[8] ;
- 1861 : La Promenade[9] ; Déception[10] ;
- 1864 : La Rencontre[11] ;
- 1865 : La Prière[12], la Société des Amis des arts du Limousin a acquis ce tableau pour sa première exposition du 1er mai 1862 à Limoges[13] ; Les Mauvais conseils[14]
- 1866 : Le Matin[15] ; Portrait de Mlle M.S… ;
- 1867 : Cléopâtre[16] ;
- 1868 : La Toilette[17] ; L'Été ;
- 1869 : Aux Courses[18] ; Portrait de Mlle E.F… ;
- 1870 : Le Bijou[19] ; Surprise! ;
- 1872 : Le Printemps[20] ;
- 1873 : Romance nouvelle[21].

## Élèves
- Victorine-Louise Meurent